# Loch Riecawr
Loch Riecawr ist ein Süßwassersee in der schottischen Council Area South Ayrshire. Er liegt im Carrick Forest rund 14 Kilometer südwestlich von Dalmellington. Sein Ostufer bildet die Grenze zwischen South Ayrshire und der benachbarten Council Area East Ayrshire.

## Beschreibung
Loch Riecawr ist ein natürlicher See, dessen Abfluss durch einen Betondamm am Ostufer reguliert ist. Die von Scottish Water betriebene Anlage dient der Trinkwasserversorgung.
Der See liegt auf einer Höhe von 282 Metern über dem Meeresspiegel. Loch Riecawr weist eine Länge von 1,5 Kilometern bei einer maximalen Breite von 1,1 Kilometern auf, woraus sich eine Fläche von 85 Hektar und ein Umfang von fünf Kilometern ergeben. Am Südwestufer mündet der Abfluss des westlich gelegenen Loch Slochy ein, welcher das Seevolumen von 3.169.703 Kubikmetern speist. Das Einzugsgebiet von Castle Loch beträgt 1770 Hektar. Der See besitzt eine durchschnittliche Tiefe von 3,7 Metern und eine maximale Tiefe von 9,0 Metern.
Der Abfluss am Ostufer fließt durch den kleinen, 400 Meter östlich gelegenen Loch Gower. Dessen als Whitespout Lane bezeichneter Abfluss vereint sich mit der Eglin Lane, welche den Abfluss des Loch Macaterick bildet, zur Carrick Lane, dem Hauptzufluss von Loch Doon. Dieser entwässert über den Doon in den Firth of Clyde.